# 王军 (1963年2月)
王军（1963年2月15日—），男，辽宁大连人，中国前足球运动员，司职后腰，曾经入选中国国家队，是辽宁队“十冠王”主力成员和1980年代后期国家队较著名的中场选手。
退役后王军长期在大连毅腾担任教练，并曾多次代理主教练之职指挥比赛。